# Katty Fuentes García
Katty Fuentes García (Monterrey, Nuevo León, México, 19 de febrero de 1977) es una reina de belleza mexicana recordada por haber concursado en Miss Universo 1998 y Nuestra Belleza México 1997. Además es locutora de radio e instructora de yoga.

## Biografía
Su familia está conformada por su padre Francisco Fuentes, su madre y sus dos hermanas una mayor y una menor que ella de las cuales sus nombres son Elizabeth y Giselle Fuentes García. 
Estudió en la Facultad de Odontología de la Universidad Autónoma de Nuevo León la licenciatura de Odontología.
En 1997 ganó Nuestra Belleza Nuevo León dándole la posibilidad de representar al estado de Nuevo León en el evento Nuestra Belleza México 1997, donde se convirtió en la ganadora y con esto se llevaría la gloria para Nuevo León. Tras dieciséis años de sequía, una regiomontana iría al Miss Universo.
El 12 de mayo de 1998 se realizó el concurso de Miss Universo 1998 llevado a cabo en Honolulu, Hawái, EE. UU. y que tuvo como ganadora a Wendy Fitzwilliam de Trinidad y Tobago.

## Nuestra Belleza Nuevo León
Su historia en los concursos de belleza comienza cuando un día durante sus prácticas académicas una de sus pacientes le comentó que era muy guapa y debería concursar en el certamen estatal. Posteriormente durante un trabajo que realizaba en el Museo de Arte Contemporáneo (Monterrey) se encontró a Rosina Ramón coordinadora estatal en aquel entonces de Nuestra Belleza Nuevo León, quien le comentó que era muy guapa y que le gustaría que participara en el concurso estatal; en ninguna de estas dos ocasiones se despertó el interés de Katty por participar aunque días después Rosina consiguió su teléfono trato de convencerla de participar y aunque en esta ocasión si despertó un poco el interés en ella algunas situaciones personales la hacían dudar. Al final se convenció en participar, se presentó al casting y fue elegida como candidata de NB Nuevo León. Durante 2 meses se reparó tanto física como emocionalmente, además de otras áreas que le permitirían desenvolverse mejor en el escenario. Finalmente Katty se convertiría en la ganadora y obtendría el derecho de representar a Nuevo León en Nuestra Belleza México 1997.

## Nuestra Belleza México
Katty llegó a la concentración en la Ciudad de México donde se siguió preparando para el concurso nacional (Nuestra Belleza México 1997), posteriormente se trasladó a Acapulco ciudad sede del evento, que se realizó en el Salón Teotihuacan, Centro Internacional de Convenciones, Acapulco, Guerrero, México. Durante la competencia preliminar donde se elegiría a las semifinalistas de la noche final y a la ganadora del título NB Mundo México Katty logró quedar como 2ª finalista; y por fin el 20 de septiembre de 1997 día de la noche final Katty lograría clasificar a las semifinalistas, luego a las finalistas y por fin después de estar tomada de las manos de su amiga Blanca Soto(NB Morelos 1997), el conductor Raúl Velasco la anunciaría como la gran ganadora.
Además ganaría los reconocimientos de Nuestra Belleza Fotogenia y Piel Hinds.

## Miss Universo
Al ganar Nuestra Belleza México 1997 obtuvo el derecho a representar a México en Miss Universo. Katty participó en Miss Universo 1998 y el evento se realizó en Honolulu, Hawái, EE. UU. donde ella se colocó entre las favoritas del público, a pesar de esto durante la noche final Katty no logró clasificar a las semifinalistas.
Aunque recibiría el Premio "Clairol Style Award" y el tercer lugar en la competencia de Trajes Nacionales.

## Lucha de Reinas
Fue un reality show de Fox Telecolombia en 2013 donde nueve exreinas de belleza, realizarían ocho retos y el desafío sería mantener el estatus de Reina ante cualquier circunstancia. Entre las concursantes se encontraría Katty quien se enteró del proyecto por una invitación de la Organización de Nuestra Belleza México. Katty hizo casting y fue elegida como participante del reality y viajó a Colombia para las grabaciones. Katty fue eliminada durante uno de los retos y no logró convertirse en la ganadora.

## Vida personal
Katty Fuentes posterior a su reinado concluyó su carrera de Odontología, se casó con su novio Rogelio Montemayor en Monterrey en 1999, con quien se fue a radicar a Dallas; tuvieron dos hijos, Roger y Natalia. Se divorció en 2009. Posteriormente en 2012 se casó con David Havener de quien también posteriormente se divorció. En el ámbito profesional Katty ha sido conductora de un programa de radio en Dallas, que se llama Quemando Llanta, ha trabajado con ESPN Deportes, entre otros proyectos. Katty práctica Yoga y actualmente es instructora. En 2012 le fue diagnosticado Síndrome de Sjögren. En 2016 publicó su primer libro "El amor no es control" donde habla acerca de la violencia en las relaciones amorosas.